# تایریک آرکونته
تایریک آرکونته (انگلیسی: Taïryk Arconte؛ زادهٔ ۱۰ سپتامبر ۲۰۰۲) بازیکن فوتبال است.